# 保安部品
保安部品（ほあんぶひん）とは、公道を走行する車両を対象として、安全を確保するために、法令で装備が義務づけられている部品のことである。これらは、エンジンやハンドルといった装備と異なり、走行する機能自体には無関係なものも多く、事実、公道を走行する必要がないレースカーなどは、方向指示器やナンバープレート取付板などは付いていない。
日本においては、道路運送車両法に規定があり（保安基準）、おおむね以下の部品が対象となっている。
- ブレーキ
- 計器類（スピードメーター）
- 警音器（ホーン）
- 後写鏡（リアビューミラー）
- 前照灯（ヘッドランプ）
- 方向指示器（ターンシグナルランプ）
- ナンバープレート取付板
- ブレーキ燈（ブレーキランプ）
- 番号灯（ナンバープレート照明灯）
- 尾灯（テールランプ）
- 後部反射器（リフレクター）